# Вайс, Пауль Альфред
Пауль Альфред Вайс (нем. Paul Alfred Weiss, 21 марта 1898 — 8 сентября 1989) — австрийский биолог, который специализировался на морфогенезе, биологии развития, дифференцировке клеток и нейробиологии. Он был педагогом, экспериментатором и теоретиком,  внес значительный вклад в науку за свою долгую карьеру, в течение которой он стремился объединить специалистов в различных областях для решения общих проблем и обмена своими идеями.

## Биография
Пол Вайс родился в Вене, в семье еврейской пары Карла С. Вайса, бизнесмена, и Розали Кон Вайс. В его образовании предпочтение отдавалось  музыке, поэзии и философии, сам Вайс был скрипачом, но его дядя поддерживал интерес к науке. Вайс получил степень бакалавра в 1916 году. После окончания Первой мировой войны, проработав три года в качестве офицера артиллерии, он поступил на курсы машиностроения в Высшую техническую школу в Вене (ныне Венский технологический университет). Затем он переключил свое внимание на биологию, физику. Он впитал в себя исследования Эдмонда Б. Уилсона, Эдвина Г. Конклина и Теодора Бовари и защитил докторскую диссертацию в 1922 году под руководством Ханса Лео Прзибрама,  директора Института биологических исследований Академии наук в Вене, "О реакции бабочек к свету и гравитации". После защиты диссертации он много путешествовал по Европе, став заместителем директора Института биологических исследований Венской академии наук. В 1926 году он женился на Марии Елене Блашке.
Его исследования регенерации конечностей у тритонов показали, что вся конечность может регенерироваться, даже если из культи были удалены определенные формы ткани: требуемые типы тканей восстановятся. Он изучал дифференцировку клеток, а также трансплантацию и реформирование связей в нервах конечностей, используя для своих экспериментов тритонов и лягушек. Он продолжил исследование нейробиологии и морфогенеза. Он представил идею «естественного эксперимента» - поиска наглядных примеров из природы - и это стало любимым обучающим средством. Вайс страдал из-за преследовавших его депрессий, именно из-за очередной депрессии он не смог получить должность во Франкфуртском университете в 1930 году, и он переехал в Соединенные Штаты. В 1931 году, после изучения развивающихся клеточных культур Вайс выиграл стипендию Стерлинга для работы с Россом Гранвиллом Гаррисоном в Йельском университете. Он принял гражданство США в 1939 году и в том же году опубликовал свои «Принципы развития». С 1933 по 1954 год, проработав недолгое время в Йельском университете, он преподавал в Чикагском университете.
В своей работе над тканевыми культурами Вайс выделил несколько особенностей пролиферации клеток: он показал, как на клеточные паттерны влияет их субстрат, и с помощью трансплантатов доказал, что основные нейронные паттерны координации скорее самодифференцируются, чем усваиваются, хотя высшие позвоночные могут "переучить «рефлексы»".
Во время Второй мировой войны он работал с американским правительством над повреждением нервов. В 1947 году он был избран членом Национальной академии наук. В 1954 году он стал одним из первых профессоров нового Рокфеллеровского университета в Нью-Йорке, где проработал пятнадцать лет. Пауль Вайс был награжден Национальной медалью науки президентом Джимми Картером в 1979 году. Он умер в Уайт-Плейнс, штат Нью-Йорк, 8 сентября 1989 года в возрасте 91 года.